# Milan Gajić
Milan Gajić, född 28 januari 1996, är en serbisk fotbollsspelare som spelar för ryska CSKA Moskva.

## Klubbkarriär
Den 4 februari 2019 värvades Gajić av Röda stjärnan Belgrad, där han skrev på ett 3,5-årskontrakt. Den 17 juni 2022 värvades Gajić av ryska CSKA Moskva, där han skrev på ett treårskontrakt.

## Landslagskarriär
Gajić debuterade för Serbiens landslag den 24 mars 2021 i en 3–2-vinst över Irland.